# Tsukasa Shiotani
Tsukasa Shiotani (塩谷 司?, Shiotani Tsukasa; Tokushima, 5 dicembre 1988) è un calciatore giapponese, difensore o centrocampista del Sanfrecce Hiroshima.
Con la nazionale giapponese è stato vicecampione d'Asia nel 2019.

## Caratteristiche tecniche
È un difensore centrale, che può ricoprire anche il ruolo di centrocampista centrale.

## Carriera

### Club
Inizia la carriera con il Mito HollyHock, nella seconda serie giapponese.
Nel 2012 passa al Sanfrecce Hiroshima, giocando in massima serie e nelle competizioni internazionali per club.
Il 14 giugno 2017 si trasferisce all'Al Ain, in Emirati Arabi Uniti per circa 16 milioni di yen (pari circa a 1,3 milioni di Euro). Vestendo questa maglia si farà valere al mondiale per club del 2018 segnando il primo gol per la squadra contro il Team Wellington nella partita che finirà 3-3 e che si concluderà ai rigori con la vittoria dell'Al-Ain per 4-3 dove Shiotani ha segnato uno dei rigori vincenti, successivamente in semifinale segnerà un altro rigore nella partita che vinceranno 5-4 contro il River Plate, aggiudicandosi un posto in finale contro il Real Madrid dove perderanno per 4-1, sebbene a Shiotani vada il merito di aver segnato l'unico gol per squadra.

### Nazionale
Il 10 ottobre 2014 viene convocato da Javier Aguirre e fa il suo debutto in Nazionale contro la Giamaica. È stato scelto per disputare la Coppa d'Asia 2015, di cui non giocherà nessuna partita.
Viene convocato per le Olimpiadi 2016 in Brasile.
Il 5 gennaio 2019 viene convocato per la Coppa d'Asia 2019 in sostituzione dell'infortunato Hidemasa Morita.

## Statistiche

### Presenze e reti nei club
Statistiche aggiornate all'8 dicembre 2024.
| Stagione                   | Squadra                    | Campionato                 | Campionato | Campionato | Coppe nazionali | Coppe nazionali | Coppe nazionali | Coppe continentali | Coppe continentali | Coppe continentali | Altre coppe | Altre coppe | Altre coppe | Totale | Totale |
| Stagione                   | Squadra                    | Comp                       | Pres       | Reti       | Comp            | Pres            | Reti            | Comp               | Pres               | Reti               | Comp        | Pres        | Reti        | Pres   | Reti   |
| -------------------------- | -------------------------- | -------------------------- | ---------- | ---------- | --------------- | --------------- | --------------- | ------------------ | ------------------ | ------------------ | ----------- | ----------- | ----------- | ------ | ------ |
| 2011                       | Mito HollyHock             | J2                         | 35         | 3          | CG              | 3               | 0               | -                  | -                  | -                  | -           | -           | -           | 38     | 3      |
| gen.-ago. 2012             | Mito HollyHock             | J2                         | 25         | 2          | -               | -               | -               | -                  | -                  | -                  | -           | -           | -           | 25     | 2      |
| Totale Mito HollyHock      | Totale Mito HollyHock      | Totale Mito HollyHock      | 60         | 5          |                 | 3               | 0               |                    | -                  | -                  |             | -           | -           | 63     | 5      |
| ago.-dic. 2012             | Sanfrecce Hiroshima        | J1                         | 3          | 0          | CG              | 1               | 0               | -                  | -                  | -                  | Cmc         | 1           | 0           | 5      | 0      |
| 2013                       | Sanfrecce Hiroshima        | J1                         | 34         | 3          | CG+CdL          | 6+2             | 1+0             | ACL                | 6                  | 0                  | SG          | 1           | 0           | 49     | 4      |
| 2014                       | Sanfrecce Hiroshima        | J1                         | 32         | 6          | CG+CdL          | 3+3             | 1+0             | ACL                | 8                  | 2                  | SG          | 1           | 0           | 47     | 9      |
| 2015                       | Sanfrecce Hiroshima        | J1                         | 27+2       | 3+0        | CG+CdL          | 2+4             | 0               | -                  | -                  | -                  | Cmc         | 4           | 2           | 39     | 5      |
| 2016                       | Sanfrecce Hiroshima        | J1                         | 30         | 5          | CG+CdL          | 2+0             | 0               | ACL                | 4                  | 0                  | SG          | 1           | 0           | 37     | 5      |
| gen.-giu. 2017             | Sanfrecce Hiroshima        | J1                         | 14         | 0          | CG+CdL          | 0+2             | 0               | -                  | -                  | -                  | -           | -           | -           | 16     | 0      |
| 2017-2018                  | Al-Ain                     | PL                         | 18         | 3          | CEA+CdL         | 0+2             | 0               | ACL+ACL            | 2+9                | 0+1                | -           | -           | -           | 31     | 4      |
| 2018-2019                  | Al-Ain                     | PL                         | 26         | 4          | CEA+CdL         | 0+6             | 0+1             | ACL                | 5                  | 1                  | SCE+Cmc     | 1+4         | 0+2         | 42     | 8      |
| 2019-2020                  | Al-Ain                     | PL                         | 19         | 2          | CEA+CdL         | 0+7             | 0               | ACL                | 7                  | 0                  | -           | -           | -           | 33     | 2      |
| 2020-2021                  | Al-Ain                     | PL                         | 25         | 2          | CEA+CdL         | 0+2             | 0               | ACL                | 1                  | 0                  | -           | -           | -           | 28     | 2      |
| Totale Al-Ain              | Totale Al-Ain              | Totale Al-Ain              | 88         | 11         |                 | 17              | 1               |                    | 24                 | 2                  |             | 5           | 2           | 134    | 16     |
| ott.-dic. 2021             | Sanfrecce Hiroshima        | J1                         | 5          | 1          | -               | -               | -               | -                  | -                  | -                  | -           | -           | -           | 5      | 1      |
| 2022                       | Sanfrecce Hiroshima        | J1                         | 26         | 0          | CG+CdL          | 5+8             | 1+1             | -                  | -                  | -                  | -           | -           | -           | 39     | 2      |
| 2023                       | Sanfrecce Hiroshima        | J1                         | 27         | 2          | CG+CdL          | 0+2             | 0               | -                  | -                  | -                  | -           | -           | -           | 29     | 2      |
| 2024                       | Sanfrecce Hiroshima        | J1                         | 37         | 1          | CG+CdL          | 3+4             | 0               | ACL-2              | 3                  | 0                  | -           | -           | -           | 47     | 1      |
| 2025                       | Sanfrecce Hiroshima        | J1                         | 0          | 0          | CG+CdL          | 0               | 0               | ACL                | 0                  | 0                  | -           | -           | -           | 0      | 0      |
| Totale Sanfrecce Hiroshima | Totale Sanfrecce Hiroshima | Totale Sanfrecce Hiroshima | 237        | 21         |                 | 47              | 4               |                    | 21                 | 2                  |             | 8           | 2           | 313    | 29     |
| Totale carriera            | Totale carriera            | Totale carriera            | 385        | 37         |                 | 67              | 5               |                    | 45                 | 4                  |             | 13          | 4           | 510    | 50     |

### Cronologia presenze e reti in nazionale
| Cronologia completa delle presenze e delle reti in nazionale ― Giappone | Cronologia completa delle presenze e delle reti in nazionale ― Giappone | Cronologia completa delle presenze e delle reti in nazionale ― Giappone | Cronologia completa delle presenze e delle reti in nazionale ― Giappone | Cronologia completa delle presenze e delle reti in nazionale ― Giappone | Cronologia completa delle presenze e delle reti in nazionale ― Giappone | Cronologia completa delle presenze e delle reti in nazionale ― Giappone | Cronologia completa delle presenze e delle reti in nazionale ― Giappone |
| Data                                                                    | Città                                                                   | In casa                                                                 | Risultato                                                               | Ospiti                                                                  | Competizione                                                            | Reti                                                                    | Note                                                                    |
| ----------------------------------------------------------------------- | ----------------------------------------------------------------------- | ----------------------------------------------------------------------- | ----------------------------------------------------------------------- | ----------------------------------------------------------------------- | ----------------------------------------------------------------------- | ----------------------------------------------------------------------- | ----------------------------------------------------------------------- |
| 10-10-2014                                                              | Niigata                                                                 | Giappone                                                                | 1 – 0                                                                   | Giamaica                                                                | Amichevole                                                              | -                                                                       |                                                                         |
| 14-10-2014                                                              | Singapore                                                               | Giappone                                                                | 0 – 4                                                                   | Brasile                                                                 | Amichevole                                                              | -                                                                       |                                                                         |
| 17-1-2019                                                               | al-'Ayn                                                                 | Giappone                                                                | 2 – 1                                                                   | Uzbekistan                                                              | Coppa d'Asia 2019 - 1º turno                                            | 1                                                                       | 48’                                                                     |
| 21-1-2019                                                               | Sharjah                                                                 | Giappone                                                                | 1 – 0                                                                   | Arabia Saudita                                                          | Coppa d'Asia 2019 - Ottavi di finale                                    | -                                                                       | 89’                                                                     |
| 24-1-2019                                                               | Dubai                                                                   | Vietnam                                                                 | 0 – 1                                                                   | Giappone                                                                | Coppa d'Asia 2019 - Quarti di finale                                    | -                                                                       | 89’                                                                     |
| 28-1-2019                                                               | al-'Ayn                                                                 | Iran                                                                    | 0 – 3                                                                   | Giappone                                                                | Coppa d'Asia 2019 - Semifinale                                          | -                                                                       | 60’                                                                     |
| 1-2-2019                                                                | Abu Dhabi                                                               | Giappone                                                                | 1 – 3                                                                   | Qatar                                                                   | Coppa d'Asia 2019 - Finale                                              | -                                                                       | 85’                                                                     |
| Totale                                                                  |                                                                         | Presenze                                                                | 7                                                                       |                                                                         | Reti                                                                    | 1                                                                       |                                                                         |

| Cronologia completa delle presenze e delle reti in nazionale ― Giappone Olimpica | Cronologia completa delle presenze e delle reti in nazionale ― Giappone Olimpica | Cronologia completa delle presenze e delle reti in nazionale ― Giappone Olimpica | Cronologia completa delle presenze e delle reti in nazionale ― Giappone Olimpica | Cronologia completa delle presenze e delle reti in nazionale ― Giappone Olimpica | Cronologia completa delle presenze e delle reti in nazionale ― Giappone Olimpica | Cronologia completa delle presenze e delle reti in nazionale ― Giappone Olimpica | Cronologia completa delle presenze e delle reti in nazionale ― Giappone Olimpica |
| Data                                                                             | Città                                                                            | In casa                                                                          | Risultato                                                                        | Ospiti                                                                           | Competizione                                                                     | Reti                                                                             | Note                                                                             |
| -------------------------------------------------------------------------------- | -------------------------------------------------------------------------------- | -------------------------------------------------------------------------------- | -------------------------------------------------------------------------------- | -------------------------------------------------------------------------------- | -------------------------------------------------------------------------------- | -------------------------------------------------------------------------------- | -------------------------------------------------------------------------------- |
| 5-8-2016                                                                         | Manaus                                                                           | Nigeria                                                                          | 5 – 4                                                                            | Giappone                                                                         | Olimpiadi 2016 - 1º turno                                                        | -                                                                                |                                                                                  |
| 8-8-2016                                                                         | Manaus                                                                           | Giappone                                                                         | 2 – 2                                                                            | Colombia                                                                         | Olimpiadi 2016 - 1º turno                                                        | -                                                                                |                                                                                  |
| 11-8-2016                                                                        | Salvador                                                                         | Giappone                                                                         | 1 – 0                                                                            | Svezia                                                                           | Olimpiadi 2016 - 1º turno                                                        | -                                                                                |                                                                                  |
| Totale                                                                           |                                                                                  | Presenze                                                                         | 3                                                                                |                                                                                  | Reti                                                                             | 0                                                                                |                                                                                  |

## Palmarès

### Club

#### Competizioni nazionali
- Campionato giapponese: 3

Sanfrecce Hiroshima: 2012, 2013, 2015
- Supercoppa del Giappone: 4

Sanfrecce Hiroshima: 2013, 2014, 2016, 2025
- Campionato emiratino: 1

Al-Ain: 2017-2018
- Coppa del Presidente: 1

Al-Ain: 2017-2018
- Coppa J. League: 1

Sanfrecce Hiroshima: 2022